# شهرستان گاتری (آیووا)
شهرستان گاتری، آیووا (به انگلیسی: Guthrie County, Iowa) شهرستانی در ایالات متحده آمریکا است که در آیووا واقع شده‌است.

## خصوصیات
شهرستان گاتری ۱٬۵۳۵٫۸۷ کیلومترمربع مساحت دارد.